# Aeroporto Internacional de Dnipro
Aeroporto Internacional de Dnipro (em ucraniano:  Міжнародний аеропорт «Дніпро») (IATA: DNK, ICAO: UKDD) é um aeroporto internacional que serve a cidade Dnipro, no Oblast de Dnipropetrovsk, Ucrânia. Está localizado a 15 quilômetros (9 mi) a sudeste do centro da cidade.

## Ligação externa
- «Sítio oficial» (em inglês)